# Wilmington (Vermont)
Wilmington est une ville américaine du comté de Windham, dans l’État du Vermont.
|  |            |                    |
|  | Wilmington | Marlboro (Vermont) |
|  |            |                    |